# Scherzo Nr. 2 (Chopin)
Das Scherzo Nr. 2 b-Moll op. 31 ist das zweite aus einer Reihe von vier Scherzi von Frédéric Chopin. Das recht populäre, 1837 in Paris komponierte Werk ist der Comtesse Adèle de Fürstenstein gewidmet und gehört zu den Höhepunkten virtuoser Klaviermusik des 19. Jahrhunderts.

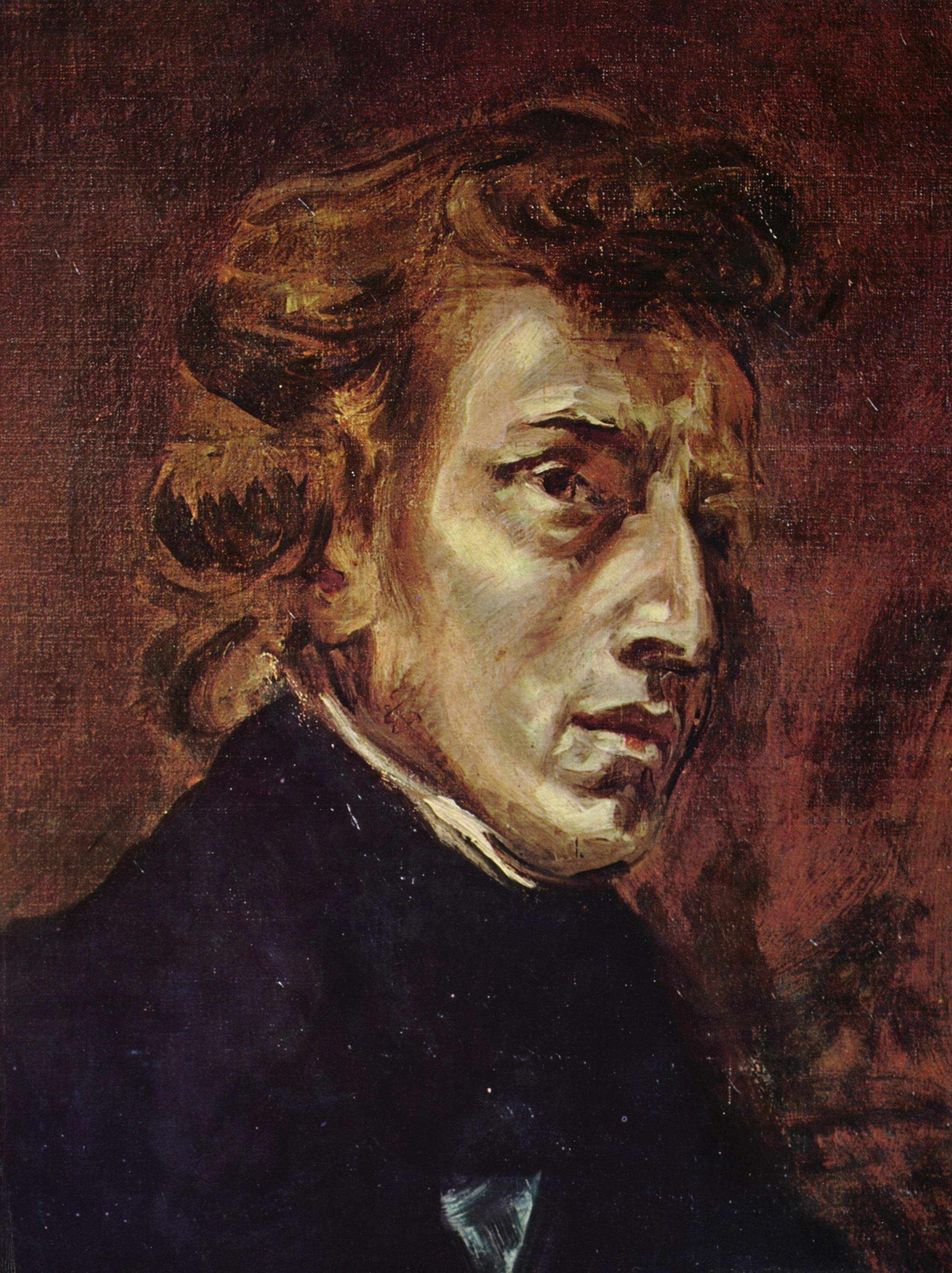
Chopin, Porträt von Eugène Delacroix

## Besonderheiten
Die relative Länge des Scherzos beruht auf der Wiederholung des ersten Teils und des mittleren Trios. Da diesem Mittelteil eine Durchführung sowie Reprise und Coda folgen, kommt es zu einer eigentümlichen Synthese aus Scherzo- und Sonatenhauptsatzform. Anders als in der klassischen Form setzt Chopin nicht lediglich Themen, sondern Themengruppen gegeneinander.
Gegenüber dem entfesselten ersten Scherzo in h-Moll ist das Werk musikalisch wie pianistisch vielfältiger und kommt mit einer breiten Ausdruckspalette der Idee des Scherzos näher als sein Vorgänger.
Bei allen strukturellen Unterschieden ist das an eine Walzerfantasie erinnernde Stück mit Carl Maria von Webers Rondo Aufforderung zum Tanz verbunden. Gegenüber Wilhelm von Lenz wies Chopin mehrfach auf die besondere Bedeutung der unheimlichen sotto-voce-Triolen der Anfangsfigur hin, die „grabesähnlich“ gespielt werden und an ein Beinhaus erinnern solle.

## Zur Musik
Das Stück beginnt mit zwei düsteren, von beiden Händen gespielten Unisono-Triolen im Bass, denen nach einer spannungsvollen Pause und einem fortissimo b dissonierende vollgriffige Akkorde mit prägnantem Rhythmus im oberen Register antworten.
Chopin wiederholt das Wechselspiel, lässt die antwortenden Akkorde nun allerdings im milderen Des-Dur erklingen und leitet sie über absteigende F-Dur-Dreiklänge erneut zur düsteren Bass-Figur. Dieser Themen-Block wird einmal wiederholt und durch die Modulation nach f-Moll noch expressiv gesteigert.
Der zweite Themenabschnitt ab Takt 47 besteht aus einer temperamentvollen Episode mit herab- und heraufjagenden Achteln, denen eine schwungvolle Bassfigur unterlegt ist.
Nach der Wiederholung dieser Figur leitet die Achtelbewegung in den dritten Abschnitt über (Takt 65), der mit einer betörenden, weit geschwungenen Melodie in Des-Dur einer anderen Stimmungswelt angehört. In der Melodie, die über mehrere Tonarten emporsteigt, verbirgt sich ein Walzergedanke, dem der Tanzcharakter auch wegen der arpeggierten Begleitfigur fehlt. Auf beide Hände verteilte Akkordbrechungen leiten zur Wiederholung des ersten Themas.
Wie ein Ruhepol zum wilden ersten Teil beginnt das Trio in A-Dur (sostenuto) ab Takt 264 pianissimo mit einer choralartigen Akkord-Folge (sotto voce) in der Mittellage.
Die langen Notenwerte prägen den meditativen Charakter am Anfang des zweiten Teils, der wie ein gänzlich neues Tonstück wirkt.
Ab Takt 309 erhebt sich zögernd ein wehmütiges Thema in cis-Moll, dessen spielerischer Reiz in der Kombination einer absteigenden Linie mit einer rhythmisch prägnanten fünftönigen Figur liegt, die ebenfalls von der rechten Hand gespielt wird und an das Unisono-Kopfthema erinnert.
Chopin begegnet der Monotonie der zweitaktigen, aus nur drei Tönen bestehenden Figur, indem er sie auf unterschiedliche Tonstufen versetzt, durch einige Tonarten führt, dynamisch steigert und in eine Art Perpetuum mobile in E-Dur übergehen lässt.
Die danach erneut ansetzen A-Dur-Akkorde kündigen bereits dynamisch (nun forte statt pianissimo) die weitere dramatische Entwicklung an.
Nach einer Wiederholung dieses Themenabschnitts aus zweitaktiger Melodie und Laufwerk folgt der abrupte Übergang in die dramatische Durchführung, in der zunächst die glitzernde gebrochene Achtellinie als dramatische Überleitung fungiert und bald das drängende cis-Moll-Thema des Trios in den Mittelpunkt rückt, das oktaviert, akkordisch gesetzt und dynamisiert wird und so einem pathetischen Höhepunkt zusteuert.
Der erste Themenabschnitt tritt in der Reprise wieder auf, in der sich das Gesangsthema erneut entfalten kann und in eine energiegeladene Coda mündet, die das Werk in strahlendem Des-Dur ausklingen lässt.